# Suzanne Gauthier
Suzanne Gauthier (Parigi, 27 novembre 1901 – Saint-Mandé, 3 novembre 1981) è stata un'araldista, artista e miniaturista francese.
Negli anni 1950 disegnò lo stemma delle Terre Australi e Antartiche Francesi su indicazione dell'ex amministratore del territorio Xavier Richert, come lei stessa ha scritto in una lettera del 28 ottobre 1981 (poi pubblicata nel 38º numero di Flagmaster del novembre del 1982) a Lucien Philippe in cui riporta anche di aver registrato lo stemma il 4 settembre 1958 e la richiesta di Richert di includere nel disegno tre stelle.
Nel 1963 creò la prima bandiera delle Comore, prima utilizzata localmente e poi nazionalmente fino al 1975, mentre dal 1 ottobre 1978 ne fu utilizzata una simile. Nel 1965 creò lo stemma del Senegal. Vari francobolli con miniature prodotte da Suzanne Gauthier sono tuttora in vendita, come anche un ritratto miniato di Pierre Quentin Joseph Baillon e Justine Labbé-Dumesnil è stato messo al'asta in Francia nel 2013.
Nel libro La mission de Jeanne d'Arc di Ferdinand de Liocourt del 1976 sono presenti varie illustrazioni di Suzanne.